# أدولف لوي
أدولف لوي (بالإنجليزية: Adolph Lowe) (و. 1893 – 1995 م) هو اقتصادي، وعالم اجتماع، وأستاذ جامعي من المملكة المتحدة، وألمانيا، ولد في شتوتغارت، توفي في فولفنبوتل، عن عمر يناهز 102 عاماً.